# マルゴット・フランク
マルゴット・ベッティ・フランク（ドイツ語: Margot Betti Frank、1926年2月16日 - 1945年3月上旬）は、『アンネの日記』の著者アンネ・フランクの姉にあたるユダヤ人の少女。ホロコースト犠牲者。名前は愛称のマルゴーで記載・呼称される場合がある。

## 生涯

### ドイツでの生活
1926年2月16日、ドイツ、フランクフルト・アム・マインのウェステント（de）地区のヨルダン通り（jordanstraße）にあるベートーベン広場（Beethovenplatz）に面したフランク家の自宅で生まれた。父は銀行家オットー・フランク、母はアーヘンの資産家の娘エーディト・フランク。ミドルネームのベッティは母エーディトの姉ベッティーナから付けられた。マルゴットは虚弱な子でなかなか体重が付かなかったという。マルゴットはアンネと異なり、赤ん坊の頃からおとなしかったといい、泣いたり叫んだりすることはほとんどなく、夜も静かに眠り、両親にほとんど苦労をかけなかったという。
ヨルダン通りの自宅はオットーの母アリーセが切り盛りしていた豪邸で、オットーの妹夫婦の一家もここで暮らしていた。母エーディトは一家3人だけの自宅を欲しがっていたので、オットー・フランク一家は1927年秋にフランクフルト郊外のマルバッハ通り307番地（Marbachweg307）のアパートに引っ越した。1929年6月12日に妹のアンネが生まれた。
1931年3月、フランク一家はガングホーファー通り24番地（Ganghoferstraße 24）のアパートへ引っ越した。マルゴットは、1932年の復活祭の時期にガングホーファー通りに近いエッシェンハイマー・リンデンバウム通り（Eschersheimer Lindenbaum）にあるルートヴィヒ・リヒター学校（Ludwig-Richter-Schule）へ入学した。母の勧めで週に2回ユダヤ教の教育も受けてい。
しかし1933年1月30日には反ユダヤ主義を掲げるナチス党党首アドルフ・ヒトラーがドイツの政権を取ったため、オットー・フランクはオランダのアムステルダムへ亡命することを考えた。オットーはまず仕事と住居を安定させるため、1933年6月に単身でアムステルダムへ移った。その間、マルゴットとアンネとエーディトはアーヘンで暮らすエーディトの母ローザ・ホーレンダーの家で暮らした。

### オランダ亡命後の生活
オットーはアムステルダムでオランダ・オペクタ商会を創設し、アムステルダム・ザウト（nl）地区のメルウェーデ広場（nl）37番地にアパートを借りた。1933年12月にまずエーディトとマルゴットがそこへ移住し、続いて1934年2月にはアンネもそこへ移住した。マルゴットはメルウェーデ広場近くのイェーケル通り（Jekerstraat）の小学校に入学した。生来のおとなしさや言葉の問題もあって新しい学校になれるのに時間がかかったが、勉強熱心なマルゴットはすぐに克服して全校でトップクラスの生徒になった。中学校はエリート校の女子校に進んだが、ここでもマルゴットは成績優秀だった。
マルゴットはアンネの親友サンネ・レーデルマンの姉バルバラ・レーデルマンと親友だった。ただバルバラはマルゴットと違って学校の成績が悪かった。

### ドイツ軍占領下の生活
1940年5月10日にドイツ軍がオランダに侵攻を開始し、その5日後にはオランダ軍は降伏してオランダ全土がドイツ軍の占領下に入った。ヒトラーからオランダ国家弁務官に任じられたアルトゥール・ザイス＝インクヴァルトは、反ユダヤ主義立法を次々と行った。ユダヤ人はユダヤ人学校以外に通うことを禁じられ、1941年10月にはアンネもマルゴットと同じユダヤ人中学校へ転校することになった。ここでマルゴットはイェケテ・フレーダと親友になった。しかしイェケテもバルバラ同様成績は良くなかった。

### 隠れ家生活
1942年7月5日にナチス親衛隊（SS）からマルゴットに強制労働収容所への召集令状が届いた。フランク一家は、オットーがミープ・ヒースらの協力を得て、いざという時のために準備していたアムステルダム・ヨルダーン（nl）地区のプリンセンフラハト（nl）通り263番地にあるオットーの職場事務所の三階と四階の隠れ家で潜伏生活に入ることにした。7月6日朝7時半、自転車を持っていたマルゴットはミープ・ヒースとともに自転車でひと足早く隠れ家へ向かった。アンネと父母は7時45分に家を出ると歩いて隠れ家へ向かった。ファン・ペルス一家や歯科医フリッツ・プフェファーも合流し、8人のユダヤ人がここで暮らすようになった。
マルゴットは初めアンネと同じ部屋を使っていたが、1942年11月16日にプフェファーが隠れ家に入るとマルゴットは両親の部屋に移り、アンネとプフェファーが同室を使うことになった。
マルゴットとアンネは学校へ戻れる日に備えて隠れ家でも勉学に励んだ。優秀なマルゴットはアンネが苦手な数学、物理、化学なども得意だった。アンネは成績優秀で控えめな性格の姉マルゴットをやっかむことが多い。そんな彼女はアンネを気味悪がることが多く、幼少期は彼女に臆してしまい避けてしまう事が頻繁だった。アンネはそれが気に喰わなかった。母エーディトがマルゴットを高く評価し、アンネはいつもマルゴットと比べられて姉を見習うように言われるためだった。アンネはこう書いている。「ママは何かと言うとマルゴーの味方をします。それは誰の目にも明らかです。いつだって二人でかばい合っています。もうそれは慣れっこなので、ママがごちゃごちゃお説教をしても、マルゴーが怒ってきても何とも思いません。もちろん二人のことは愛していますが、それは私のお母さんであり、お姉さんだからにすぎません。一個の人間としては二人ともくたばれと言いたいです。」。しかし、やはり家族なのか愛情は持ち合わせており後に親への不満を共通の話題にして姉妹仲はよくなった。「特別なことと言えば、マルゴーと私が二人揃って両親が鼻につき始めてることぐらいです。誤解しないでほしいんですけど、私は今でも以前と変わらずお父さんを愛してますし、マルゴーは両親どちらも愛しています。でも私たちぐらいの年になると、誰でもちょっとは物事を自分で決めたくなります。（略）マルゴーも悟ったようです。両親より同性の友達の方が、自分自身について気楽に話せるってことが。」「（マルゴーとは）本当の親友になりかけています。もう私のことを子供扱いして、相手にしてくれないなんて事もありません。」と書いている。姉とは打ち解けたが母とは相変わらず喧嘩ばかりである。
なおアンネの日記の1942年9月27日の記述によるとマルゴットも日記を書いていたというが、マルゴットの日記は現在まで発見されていない。

### 強制収容所
隠れ家での暮らしは2年に及んだが、1944年8月4日、ゲシュタポ下士官カール・ヨーゼフ・ジルバーバウアー親衛隊曹長と彼の部下のオランダ人警察官たちによって隠れ家は発見され、隠れ家住民全員が逮捕された。
隠れ家住民はヴェステルボルク通過収容所を経てアウシュヴィッツ＝ビルケナウ強制収容所に移送された。ついでマルゴットは妹のアンネとともにベルゲン・ベルゼン強制収容所に移送された。ここは絶滅収容所ではなかったが、居住環境は劣悪で、チフスが蔓延していた。アンネとマルゴットもチフスを罹患して衰弱していった。収容所内でアンネやマルゴットと親しかった囚人の証言によると衰弱が極限までに達したマルゴットは寝床から落ちたのが原因で意識がほとんど戻らなくなってしまい、その状態から持ち直すことなく、やがて死亡したという。マルゴットの死は1945年3月半ばから下旬にかけてのことという。一人取り残されたアンネの小さな体もこれ以上チフスに耐えることはできなかった。マルゴットの死から数日後、アンネもその短い生涯を終えた。
他の隠れ家住民もオットー・フランクをのぞいて全員がナチスの強制収容所で死亡している。
友人だったバルバラ・レーデルマンやイェテケ・フレーダは、生き延びて戦後を迎えることができた。

## 人物
マルゴットはアンネよりもユダヤ人としての自覚が強かった。彼女はヘブライ語をよく勉強していたし、彼女の将来の夢はパレスチナへ移住して助産師になることだった（後には助産師より化学関係の仕事をしたいと思う様になったという）。
アンネの日記によるとマルゴットはファン・ペルス一家の一人息子ペーターと妹のアンネが仲良くなるにしたがってかなり複雑な思いをしていたようだ。彼女自身はペーターには、弟に対する姉のような感情を抱いていたという。